# Akaflieg München
Die Akaflieg München e. V. ist eine studentische Gruppe an den Münchner Hochschulen, die sich mit der Konstruktion, dem Bau und dem Fliegen von Segel- und Motorflugzeugen befasst. Sie gehört zu den zehn akademischen Fliegergruppen in Deutschland und ist Mitglied der Idaflieg. 2018 arbeiteten rund 40 Studenten aktiv an neuen Projekten und im laufenden Flugbetrieb.

## Geschichte

### Gründung und erste Jahre

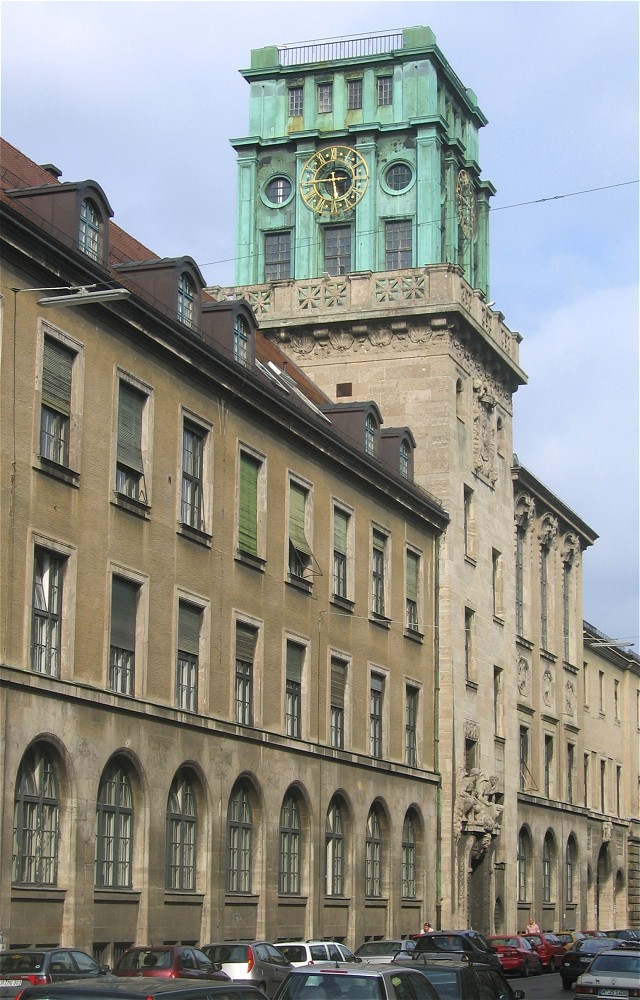
Turm an der Gabelsbergerstraße

Im Juni 1924 riefen Mitarbeiter und Professoren der Technischen Hochschule München Studenten dazu auf, eine „akademische Fliegergruppe“ zu gründen. Schon ein Jahr nach diesem Aufruf zählte der Verein über 300 Mitglieder. 1925 entstand der von Roderich Fick entworfene „Vogel Roch“ bei einer Bootswerft am Ammersee. Zur gleichen Zeit bezog der Verein Räume im Thiersch-Turm, dem damaligen Wahrzeichen der Hochschule. Der Flugbetrieb fand in Prien am Chiemsee statt.
Die Akaflieg München war neben den Fliegergruppen aus Aachen, Berlin, Braunschweig, Danzig, Darmstadt, Dresden, Hannover, Köthen, Stuttgart Gründungsmitglied der Interessengemeinschaft der Akademischen Fliegergruppen (Idaflieg).
In den folgenden Jahren gab es in Deutschland eine Hinwendung zum Motorflug, sodass 1933 folgerichtig mit der Mü 8 ein erstes Motorflugzeug fertiggestellt wurde. Doch auch im Segelflug gab es ständige Weiterentwicklungen, die vor dem Zweiten Weltkrieg in den von Egon Scheibe konstruierten Prototypen Mü 10 „Milan“ und Mü 13 „Merlin“ ihren Höhepunkt fanden. Mit den beiden richtungsweisenden Konstruktionen mit freitragenden Trapezflügeln aus Holz und einem stoffbespannten Stahlrohrrumpf begründete Egon Scheibe die Münchner Schule und legte den Grundstein für den späteren Scheibe-Flugzeugbau, der mit dem Bergfalken, einer zweisitzigen Version des „Merlin“, ein erfolgreiches Schulungsflugzeug baute.

### Zweiter Weltkrieg
Die Akaflieg bestand in der Zeit des Nationalsozialismus weiter als Flugtechnische Fachgruppe (FFG) an der TH München bei der Deutschen Versuchsanstalt für Luftfahrt e. V. (DVL). Denn während Segelflugvereine ins paramilitärische Nationalsozialistische Fliegerkorps eingegliedert wurden, geschah das nicht bei Forschungsgruppen. Der Gruppe wurden Staatsmittel vom Reichsluftfahrtministerium zur Verfügung gestellt, was zu einer erhöhten Bautätigkeit führte. Darunter wurden auch kriegswichtige Projekte an die Akaflieg vermittelt, was die Studenten vor Kriegsmaßnahmen schützte. So entstand unter der Bezeichnung Mü 18 der Rumpf eines intern „Meßkrähe“ genannten Mess- und Versuchssegelflugzeugs, ein Gemeinschaftsprojekt mit der FFG Göttingen, der FFG Danzig und der Flugtechnischen Arbeitsgemeinschaft (FAG) Chemnitz.
In Zusammenarbeit mit der FFG Darmstadt entstand in Fortführung der D-33 die DM-1. Dieser Versuchsgleiter sollte durch Flugversuche die Grundlage für den neuartigen Überschall-Abfangjäger in Deltaflügel-Bauweise Lippisch P.13a werden. Bei Kriegsende wurde die DM-1 beschlagnahmt und für Windkanaltests in die USA gebracht, wo sie wichtige Erkenntnisse für Deltaflügelflugzeug-Projekte wie die Convair XF-92 brachte.

### Nach 1945
Da der Bau und der Unterhalt von Flugzeugen durch die Besatzungsmächte verboten war, waren sowohl der Flugbetrieb als auch die Forschung in den ersten Jahren nach dem Krieg für die Akaflieg München nicht möglich. Allerdings fanden sich die Studenten 1945 unter dem Namen Arbeitsgemeinschaft für Strömungsmechanik wieder zusammen und konstruierten unter anderem ein Starrsegel für ein Boot auf dem Chiemsee. 1951, als das Luftfahrtverbot in Deutschland gelockert wurde, holten die Studenten die Mü 10 „Milan“ aus dem Deutschen Museum, wo sie den Krieg schadlos überstanden hatte, und begannen erneut mit Forschung und Flugbetrieb. In der Tradition der Münchner Schule wurde 1954 als erstes Projekt nach dem Krieg die Mü 22 mit ihrem charakteristischen V-Leitwerk realisiert.

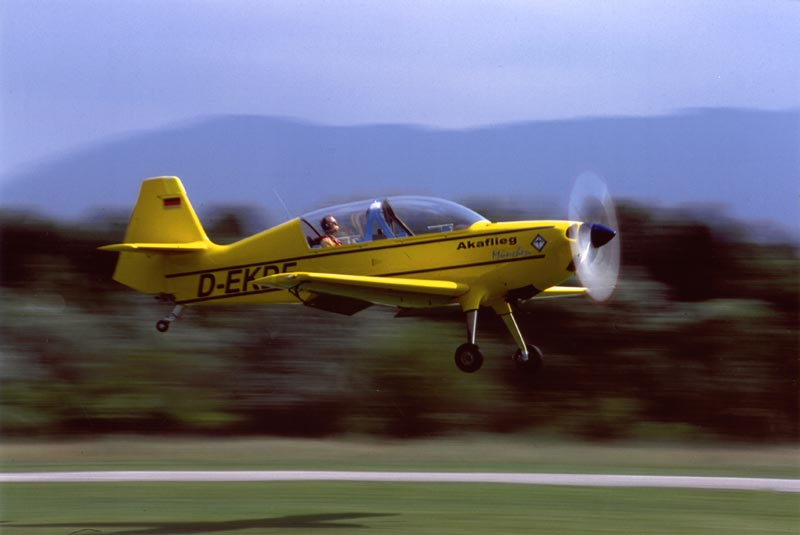
Akaflieg Mü 30 „Schlacro“

1964 musste die Akaflieg München den Flugplatz Prien am Chiemsee räumen und begann schließlich 1968 am neuen Segelflugzentrum Königsdorf mit dem Flugbetrieb.
Mit dem Aufkommen der Faserverbund-Bauweise im Segelflugzeugbau wurden die Projekte technisch anspruchsvoller, teurer und langwieriger. Was sich zum Beispiel an der fast zehnjährigen Bauzeit der Mü 27, dem mit ca. 900 kg Abflugmasse schwersten Segelflugzeug der Welt, zeigte. Ein noch komplexeres Projekt wurde von der Gruppe Mitte der achtziger Jahre mit dem Bau der Mü 30 „Schlacro“ begonnen. Die Mischung aus Kunst- und Schleppflugzeug hatte im Jahr 2000 ihren Erstflug und erhielt nach intensiven Flugversuchen und Modifikationen erst Ende 2011 ihre endgültige Verkehrszulassung.

## Die Akaflieg München heute

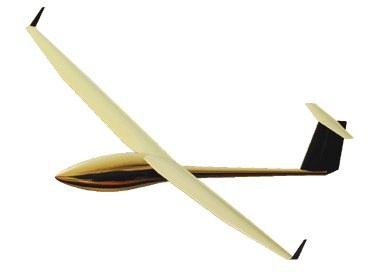
Akaflieg Mü 31

Die Akaflieg München verfügt über eine Faserverbundwerkstatt und ein Konstruktionsbüro im Gebäude des Departments Mechanical Engineering (ehemals Fakultät für Maschinenwesen der TU München) in Garching bei München und über eine Werkstatt in der Hochschule für angewandte Wissenschaften München. Dort arbeiten die Studenten neben ihrem meist technischen Studium mindestens 300 Stunden im Jahr an der Wartung des Flugzeugparks und dem Bau von neuen Prototypen.

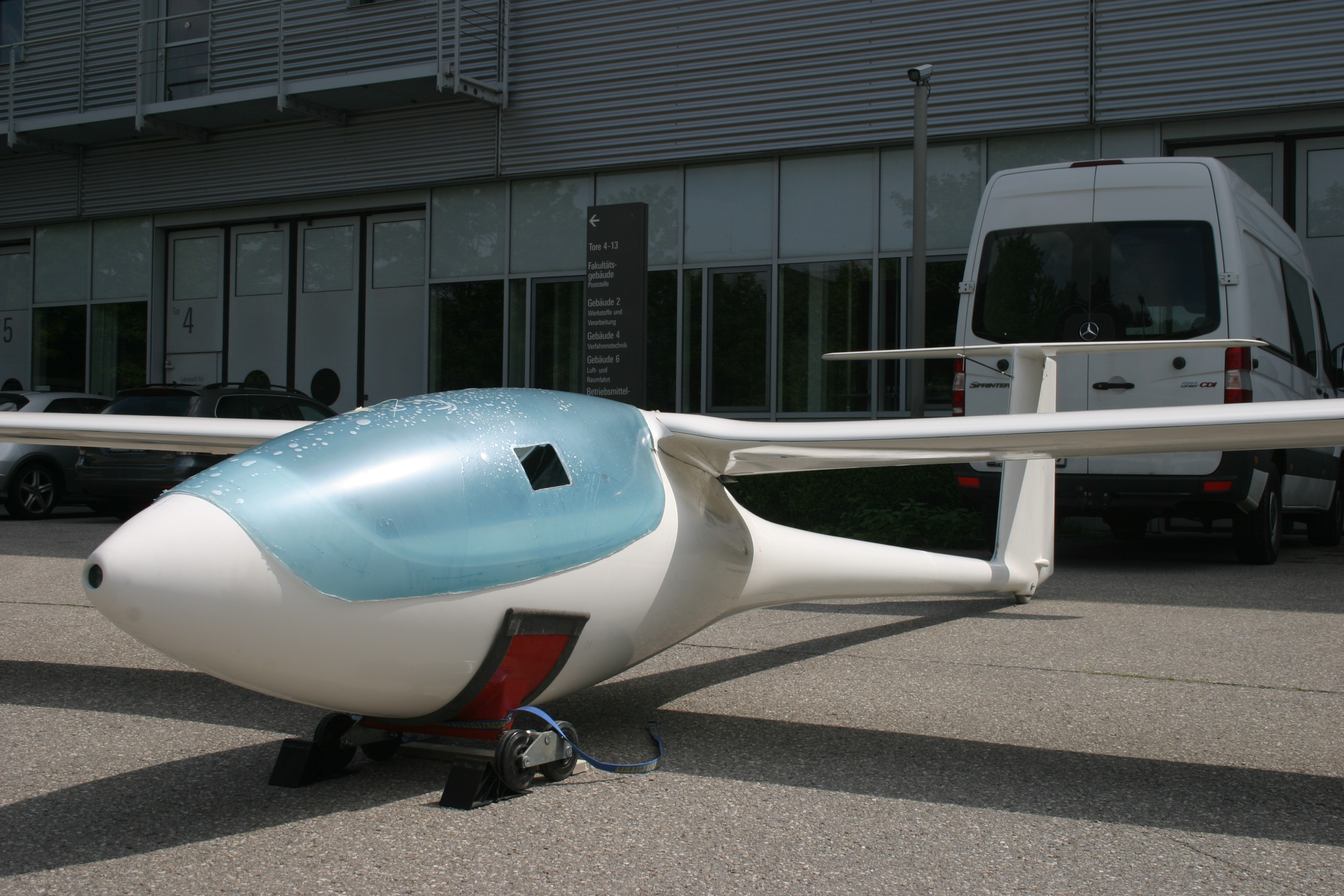
Mü 31 im Rohbau, August 2014

Mit der Mü 31 entstand Segelflugzeug der 15m-FAI-Rennklasse. An dem als Schulterdecker konzipierten Flugzeug wird unter anderem ein optimierter Rumpf-Flügel-Übergang erprobt.
Im Dezember 2013 wurde das Nachfolgeprojekt Mü 32 „Reißmeister“ festgelegt, ein einsitziges Segelkunstflugzeug, das mit der vorgesehenen Wölbklappenautomatik in der Tradition der Mü 28 steht, dabei jedoch verbesserte Abrisseigenschaften für gerissene und gestoßene Figuren aufweisen soll.
Der Flugbetrieb findet zusammen mit fünf anderen Vereinen südlich von München im Segelflugzentrum Königsdorf statt. Hier hat jeder Student die Möglichkeit, einen Flugschein zu machen und Prototypen wie die Mü 22 zu fliegen.

## Prototypen
Die Prototypen der Akaflieg München werden mit dem Präfix Mü für München und der Entwurfsnummer bezeichnet. Eine Ausnahme bilden die Projekte DM-1 bis DM-4. DM steht für Darmstadt-München, da das Projekt D-33 der FFG Darmstadt nach Zerstörung von deren Werkstatt in Kooperation mit der FFG München weitergeführt wurde.

### Gleit- und Segelflugzeuge
- Mü 1 „Vogel Roch“, Wasser-Segelflugzeug
- Mü 2 „Münchner Kindl“
- Mü 3 „Kakadu“
- Mü 4 „München“, Schulungsflugzeug
- Mü 5 „Wastl“, Schwanzloses Segelflugzeug. Nicht flugfähig
- Mü 6
- Mü 10 „Milan“, Entwurf von Egon Scheibe, der die „Münchner Schule“ begründete
- Mü 11 „Papagei“, Schulungsgleiter
- Mü 12 „Kiwi“
- Mü 13 „Merlin“, Vorläufer des in Serie produzierten Scheibe Bergfalken
- Mü 15
- Mü 17 „Merle“, Schulungseinsitzer
- Mü 18 „Meßkrähe“, Rumpfbau für ein Versuchsflugzeug als Gemeinschaftsprojekt mit den Flugtechnischen Fachgruppen Göttingen und Danzig und der Flugtechnischen Arbeitsgemeinschaft Chemnitz
- DM-1, Versuchsgleiter als Gemeinschaftsprojekt mit der FFG Darmstadt für das Überschalljäger-Projekt Lippisch P.13a
- Mü 22, Segelflugzeug mit V-Leitwerk
- Mü 26, Segelflugzeug mit V-Leitwerk
- Mü 27, schwerstes Segelflugzeug der Welt
- Mü 28, Segelkunstflugzeug
- Mü 31, Hochleistungs-Segelflugzeug
- Mü 32 „Reißmeister“, Segelkunstflugzeug in der Entwurfsphase

### Motorsegler
- Mü 13M „Motormerlin“
- Mü 23 „Saurier“

### Motorflugzeuge
- Mü 8
- Mü 30 „Schlacro“, zweisitziges Motorflugzeug. SCHLACRO – Schlepp und Acroflugzeug

### Nicht verwirklichte Projekte
- Mü 7
- Mü 9, Nurflügler-Projekt
- Mü 14, Entwurf eines einsitzigen Motor-Tiefdeckers
- Mü 16
- Mü 19
- Mü 20
- Mü 21
- DM-2 bis DM-4, Nachfolger der DM-1. Die DM-4 sollte eine Höchstgeschwindigkeit von 10.000 km/h erreichen
- Mü 24 „Milan II“
- Mü 25
- Mü 29